# Leif Dietrichson

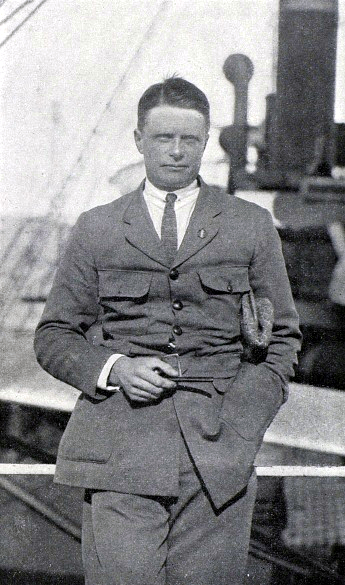
Leif Dietrichson 1925

Leif Ragnar Dietrichson (* 1. September 1890 in Hønefoss, Norwegen; † 18. Juni 1928 bei der Bäreninsel) war ein norwegischer Marineflieger. 1925 flog er eines der beiden Flugboote, mit denen die Polarforscher Roald Amundsen und Lincoln Ellsworth vergeblich versuchten, den Nordpol auf dem Luftweg zu erreichen. Er starb 1928 mit Amundsen und vier weiteren Männern bei dem Versuch, Umberto Nobiles verunglückter Expedition mit dem Luftschiff Italia Hilfe zu bringen.

## Leben

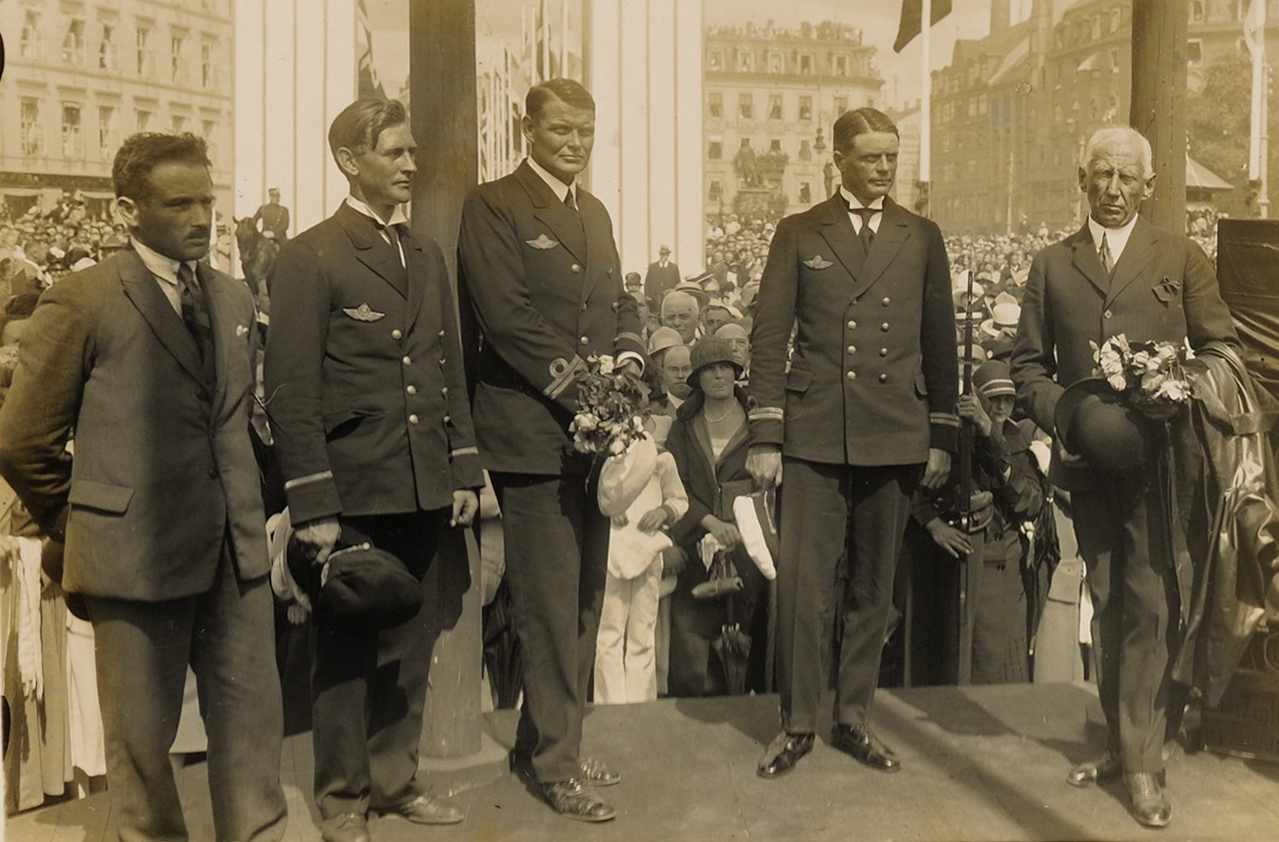
Teilnehmer der Amundsen-Ellsworth-Expedition 1925 beim Empfang in Oslo: Von links nach rechts: Feucht, Omdal, Riiser-Larsen, Dietrichson und Amundsen

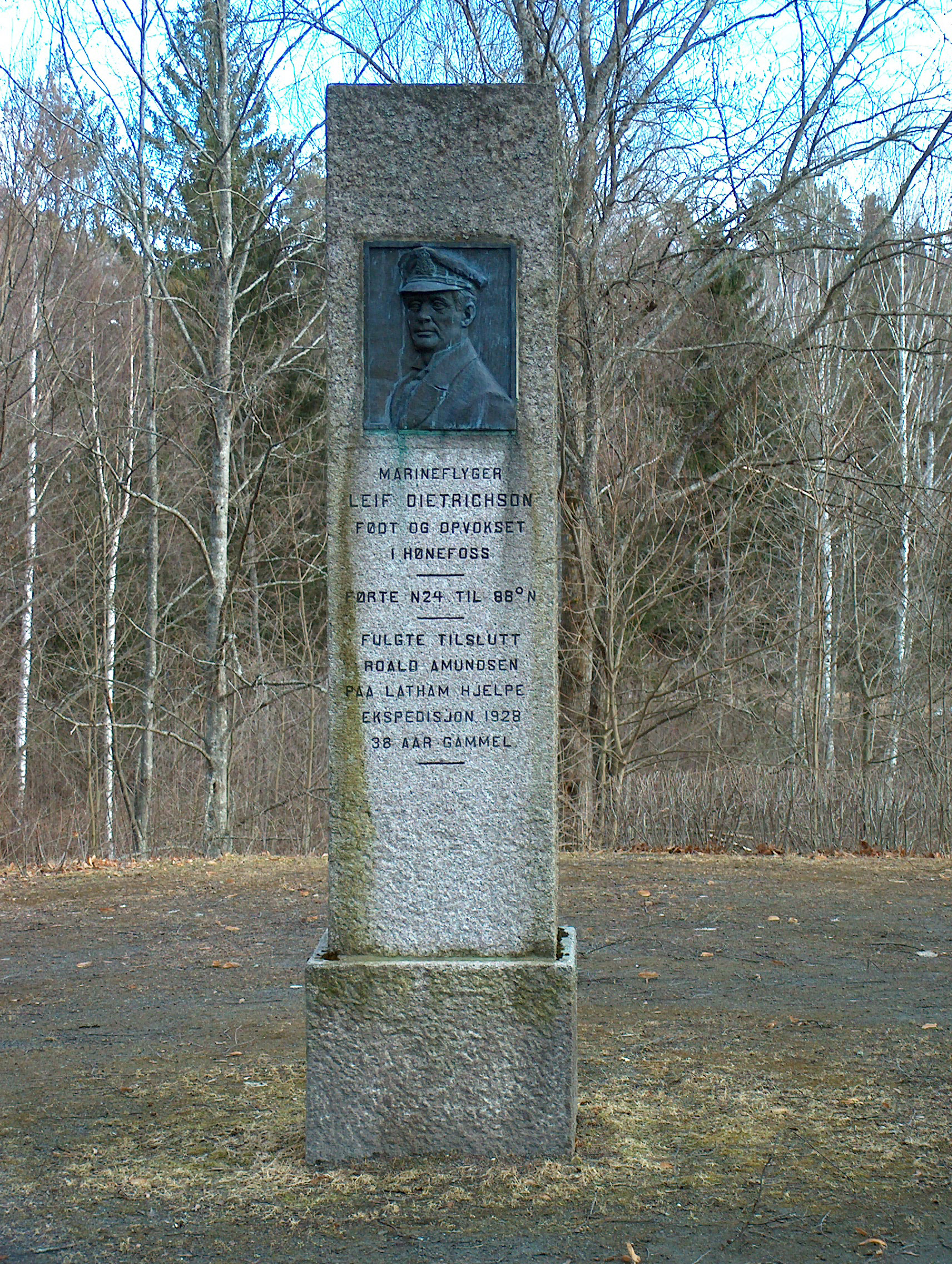
Denkmal für Leif Dietrichson in Hønefoss

Leif Dietrichson wurde 1890 als viertes von fünf Kindern des Arztes Kristian Adolph Gustav Emil Dietrichson (1858–1896) und dessen Frau Birgitte Lynum (1860–1940) geboren. Sein Onkel war Oluf Christian Dietrichson (1856–1942), der Fridtjof Nansen 1888 bei der ersten Durchquerung Grönlands begleitet hatte. Nach dem frühen Tod des Vaters musste Leif Dietrichsons Mutter als Musiklehrerin arbeiten, um die Kinder versorgen zu können. Nach dem Besuch der Marineakademie absolvierte er ein Praktikum als Steuermann bei Det Bergenske Dampskibsselskab, bevor er seine Laufbahn in der Norwegischen Marine begann. 1915 meldete er sich zu den neu aufgestellten Marinefliegerkräften. Von 1918 bis zu seinem Tod unterstand ihm die Flugbootbasis in Kristiansand. Einen Absturz seines Flugzeugs in Portør havn in Südnorwegen überstand er ohne ernste Verletzungen.
1923 lernte Dietrichson Roald Amundsen über gemeinsame Bekannte kennen. Der Polarforscher plante, den Nordpol mit dem Flugzeug zu erreichen, fand aber erst Ende 1924 im US-Amerikaner Lincoln Ellsworth einen Partner, der über die erforderlichen finanziellen Mittel verfügte. Amundsen kaufte zwei Flugboote des Typs Dornier Wal, genannt N 24 und N 25, und stellte eine sechsköpfige Expeditionsmannschaft zusammen, der neben ihm selbst und dem Sponsor Ellsworth die norwegischen Militärflieger Leif Dietrichson, Hjalmar Riiser-Larsen und Oskar Omdal sowie der deutsche Mechaniker Karl Feucht von den Dornier-Werken angehörten. Am 21. Mai 1925 starteten die beiden Flugzeuge in Ny-Ålesund auf Spitzbergen zur Amundsen-Ellsworth-Flugexpedition. Dietrichson flog die N 24 mit Ellsworth als Navigator und Omdal als Mechaniker, Riiser-Larsen die N 25. Schon beim Start bekam die N 24 ein Leck, Dietrichson entschied sich aber für den Weiterflug. Als der hintere Motor der N 25 ausfiel, landeten die beiden Flugzeuge bei 87° 43′ nördlicher Breite und 10° 20′ 1″ westlicher Länge, dem nördlichsten bis dahin von einem Flugzeug erreichten Ort. Auf dem Weg zur N 25 brachen Dietrichson und Omdal im Eis ein und wurden von Ellsworth gerettet. Es stellte sich als unmöglich heraus, beide Flugzeuge wieder flottzumachen. Die sechs Männer benötigten mehr als drei Wochen, um allein eine Startpiste für die N 25 zu bauen. Alles Entbehrliche wurde auf dem Eis zurückgelassen, als alle in einem Flugzeug ihren Rückflug antraten. Dietrichson navigierte die von Riiser-Larsen geflogene Maschine sicher nach Spitzbergen zurück. Für Amundsens Buch Die Jagd nach dem Nordpol. Mit dem Flugzeug zum 88. Breitengrad schrieb er später ein Kapitel. Das Buch war Gunvor Dietrichson (1902–1997) und Kirsten Riiser-Larsen (1889–1978), den Ehefrauen der Piloten, gewidmet.
Amundsens wollte Dietrichson 1926 gern auf seinen Transpolarflug mit dem Luftschiff Norge mitnehmen, dieser sagte aber aus familiären Gründen ab. 1928 bot sich Dietrichson die Gelegenheit, an Richard Byrds Expedition in die Antarktis teilzunehmen. Als Amundsen ihn aber bat, ihm bei der Suche nach Umberto Nobiles vermisstem Luftschiff Italia zu helfen, sagte er Byrd ab. So war es schließlich Dietrichsons Cousin Bernt Balchen, der das Flugzeug steuerte, mit dem Byrd als Erster den Südpol überflog. Dietrichson dagegen flog mit Amundsen und einer vierköpfigen französischen Besatzung an Bord einer Latham 47 von Tromsø in Richtung Spitzbergen. In der Nähe der Bäreninsel verschwand die Maschine.
Dietrichson war seit dem 18. Oktober 1920 mit Gunvor Jebsen (1902–1997) verheiratet, einer Tochter des Fabrikbesitzers Oscar Jebsen. Sein einziger Sohn Gustav (1921–1945) wurde wie sein Vater Militärflieger und verlor sein Leben in den letzten Wochen des Zweiten Weltkriegs als Pilot der Royal Air Force bei der Bombardierung Deutschlands.
Riiser-Larsen enthüllte am 17. Mai 1949 im Südpark von Hønefoss ein Denkmal für Leif Dietrichson. Die Bucht Dietrichsonbukta der Insel Nordostland im Spitzbergen-Archipel, nahe der Stelle, zu der er N 25 navigiert hatte, ist heute ebenso nach ihm benannt wie der Gletscher Leifbreen in Sørkapp-Land.